# Engelšalk I. Gornjepanonski
Engelšalk ali Engilšalk je bil od sredine 9. stoletja do svoje smrti v bitkah proti Moravanom mejni grof Panonske marke, * 830 (?), † 871.

## Življenje
Leta 870 ga je vzhodnofrankovski kralj Ludvik Nemški postavil na prestol Velikomoravske, kjer se je skupaj z bratom Viljemom II. vojskoval proti moravskemu knezu Slavomirju. V bojih z Moravani sta bila oba brata ubita. Po njuni smrti ju je nadomestil mejni grof Aribo, kateremu se je v letih 882–884 uprl  Engelšalkov sin Engelšalk II.   Upor je po potomcih Engelšalkovega očeta Viljema I. postal znan kot viljemovska vojna.
Panonsko mejno grofijo (marko), znano tudi kot Avarska marka, je na jugovzhodu svojega imperija leta 795 ustanovil Karel Veliki, da bi nadziral Avare in po letu 820 Slovane, ki so se razširili v Panonsko nižino. Od sredine 9. stoletja je marka služila predvsem obrambi pred Velikomoravsko in nato Madžari. Leta 955 je bila priključena k bavarski Vzhodni marki.